# Чернавское муниципальное образование (Ивантеевский район)
Чернавское муниципальное образование — сельское поселение в Ивантеевском районе Саратовской области Российской Федерации.
Административный центр — село Чернава.

## История
Статус и границы сельского поселения установлены Законом Саратовской области от 29 декабря 2004 года № 114-ЗСО «О муниципальных образованиях, входящих в состав Ивантеевского муниципального района».

## Население
| 2010 | 2011 | 2012 | 2013 | 2014 | 2015 | 2016 |
| ---- | ---- | ---- | ---- | ---- | ---- | ---- |
| 831  | ↘828 | ↘820 | ↘802 | ↘781 | ↗782 | ↘756 |
| 2017 | 2018 | 2019 | 2020 | 2021 |      |      |
| ↘749 | ↘742 | ↘729 | ↘714 | ↘713 |      |      |

## Состав сельского поселения
| № | Населённый пункт | Тип населённого пункта       | Население |
| - | ---------------- | ---------------------------- | --------- |
| 1 | Восточный        | посёлок                      | ↘309      |
| 2 | Чернава          | село, административный центр | ↘427      |
| 3 | Щигры            | село                         | ↘95       |